# Rajasaari
Rajasaari, (en suédois : Råholmen) est une île de Seurasaarenselkä à Helsinki en Finlande.

## Présentation
L'île de Rajasaari est proche de Humallahti et elle fait partie du quartier de Taka-Töölö.
Le département des sports de la ville organise des activités de pêche et gère le  stockage hivernal des bateaux sur l'île.
Il  organise aussi des activites de nage l'hiver.
Une partie de l'île est un parc à chiens clôturé où les chiens peuvent se baigner et s'aérer.

## Galerie

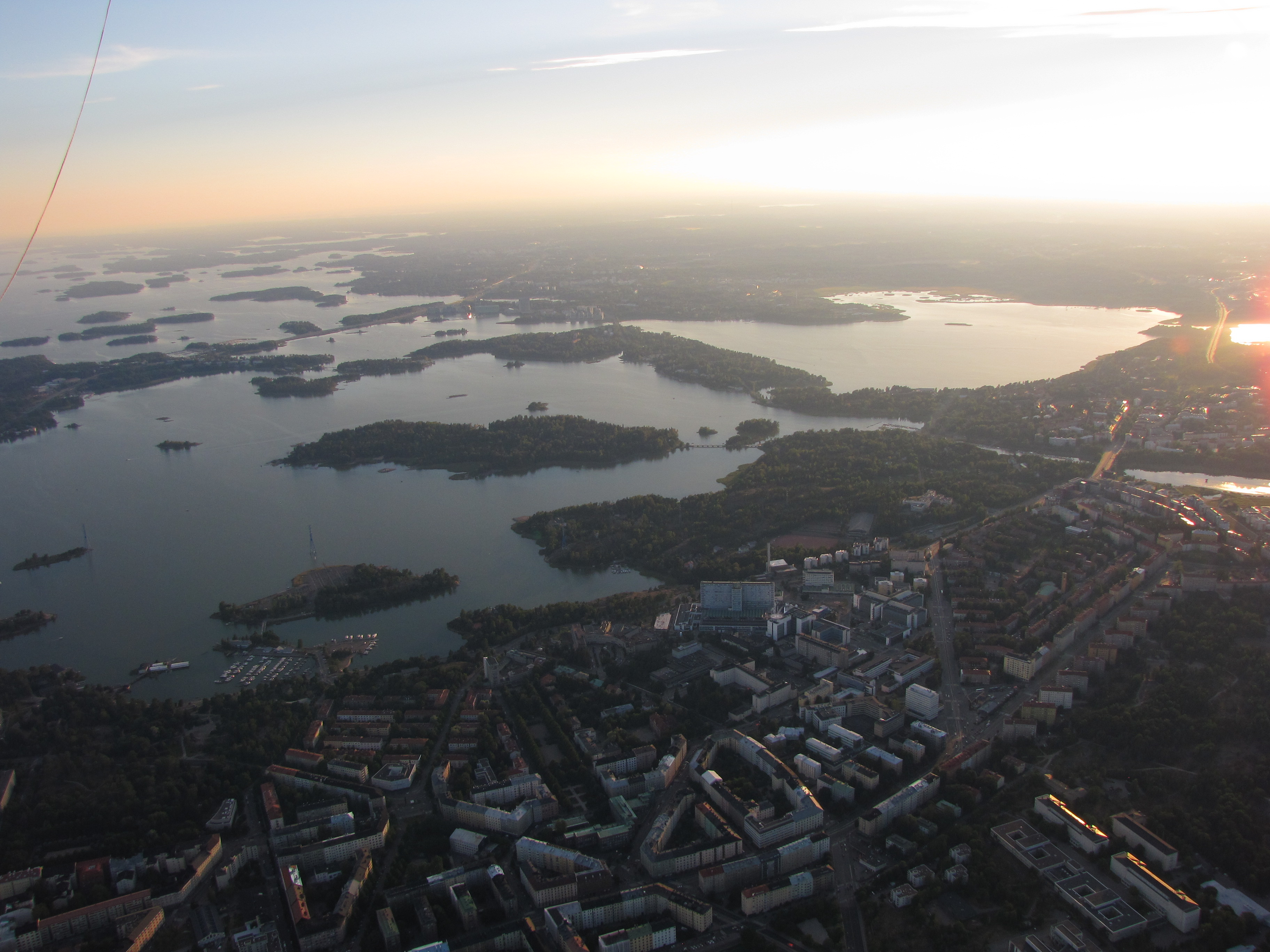
Laajalahti.
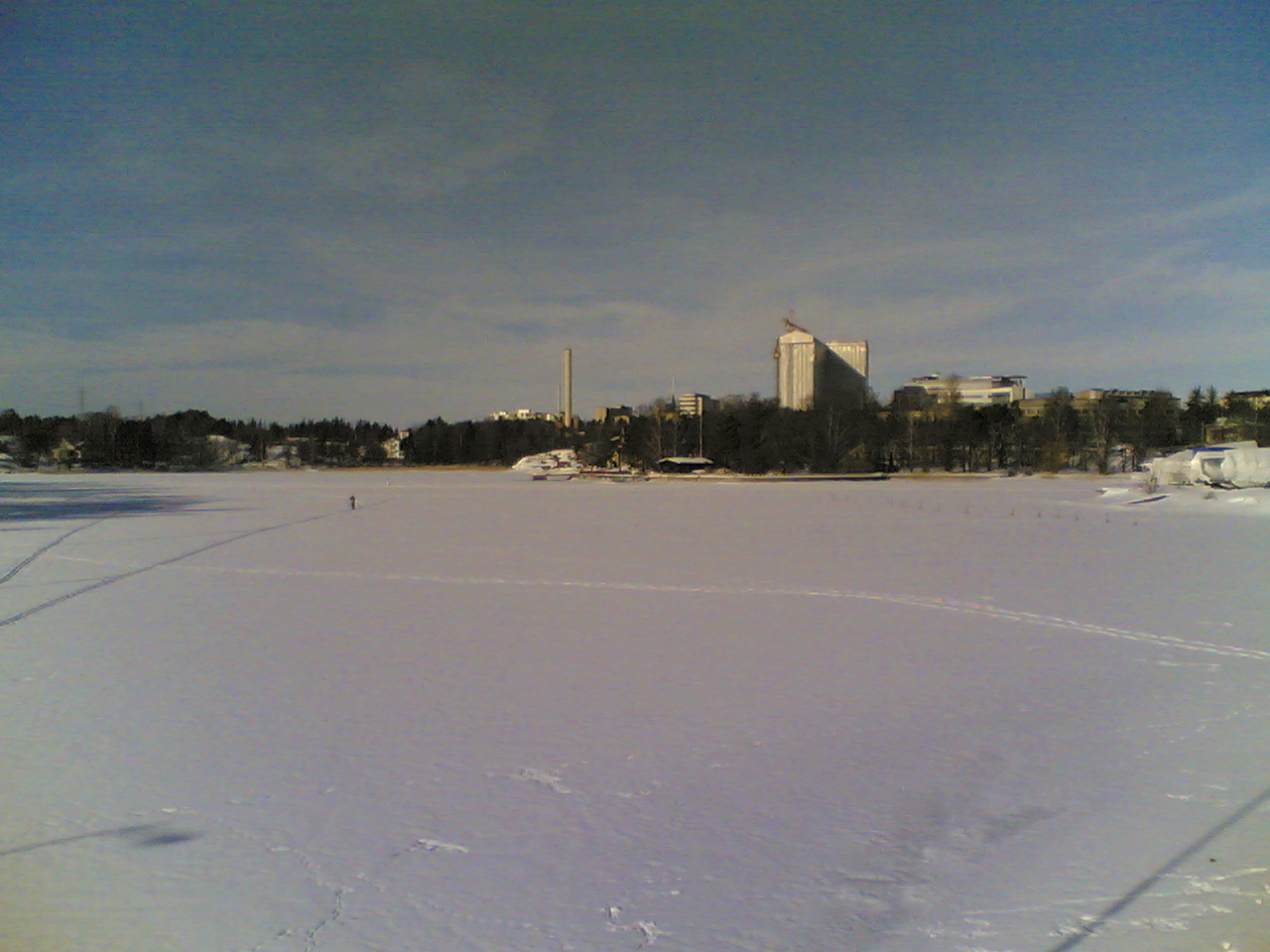
Rajasaari.